# Бікнелл (Індіана)
Бікнелл (англ. Bicknell) — місто (англ. city) в США, в окрузі Нокс штату Індіана. Населення — 3029 осіб (2020).

## Географія
Бікнелл розташований за координатами 38°46′27″ пн. ш. 87°18′28″ зх. д. / 38.77417° пн. ш. 87.30778° зх. д. (38.774302, -87.307843).  За даними Бюро перепису населення США в 2010 році місто мало площу 3,49 км², уся площа — суходіл.

## Демографія
Згідно з переписом 2010 року, у місті мешкало 2915 осіб у 1187 домогосподарствах у складі 737 родин. Густота населення становила 836 осіб/км².  Було 1501 помешкання (431/км²).
Расовий склад населення:
| - 97,6 % — білих - 0,5 % — чорних або афроамериканців - 0,2 % — корінних американців - 0,2 % — азіатів |

До двох чи більше рас належало 1,0 %. Частка іспаномовних становила 1,9 % від усіх жителів.
За віковим діапазоном населення розподілялося таким чином: 25,1 % — особи молодші 18 років, 58,5 % — особи у віці 18—64 років, 16,4 % — особи у віці 65 років та старші. Медіана віку мешканця становила 38,7 року. На 100 осіб жіночої статі у місті припадало 94,9 чоловіків;  на 100 жінок у віці від 18 років та старших — 95,0 чоловіків також старших 18 років.
Середній дохід на одне домашнє господарство  становив 39 876 доларів США (медіана — 26 979), а середній дохід на одну сім'ю — 51 239 доларів (медіана — 47 850). Медіана доходів становила 34 754 долари для чоловіків та 26 944 долари для жінок. За межею бідності перебувало 27,9 % осіб, у тому числі 43,3 % дітей у віці до 18 років та 8,8 % осіб у віці 65 років та старших.
Цивільне працевлаштоване населення становило 1050 осіб. Основні галузі зайнятості: освіта, охорона здоров'я та соціальна допомога — 24,4 %, виробництво — 15,7 %, роздрібна торгівля — 14,6 %.